# Désastre du K2 (2008)

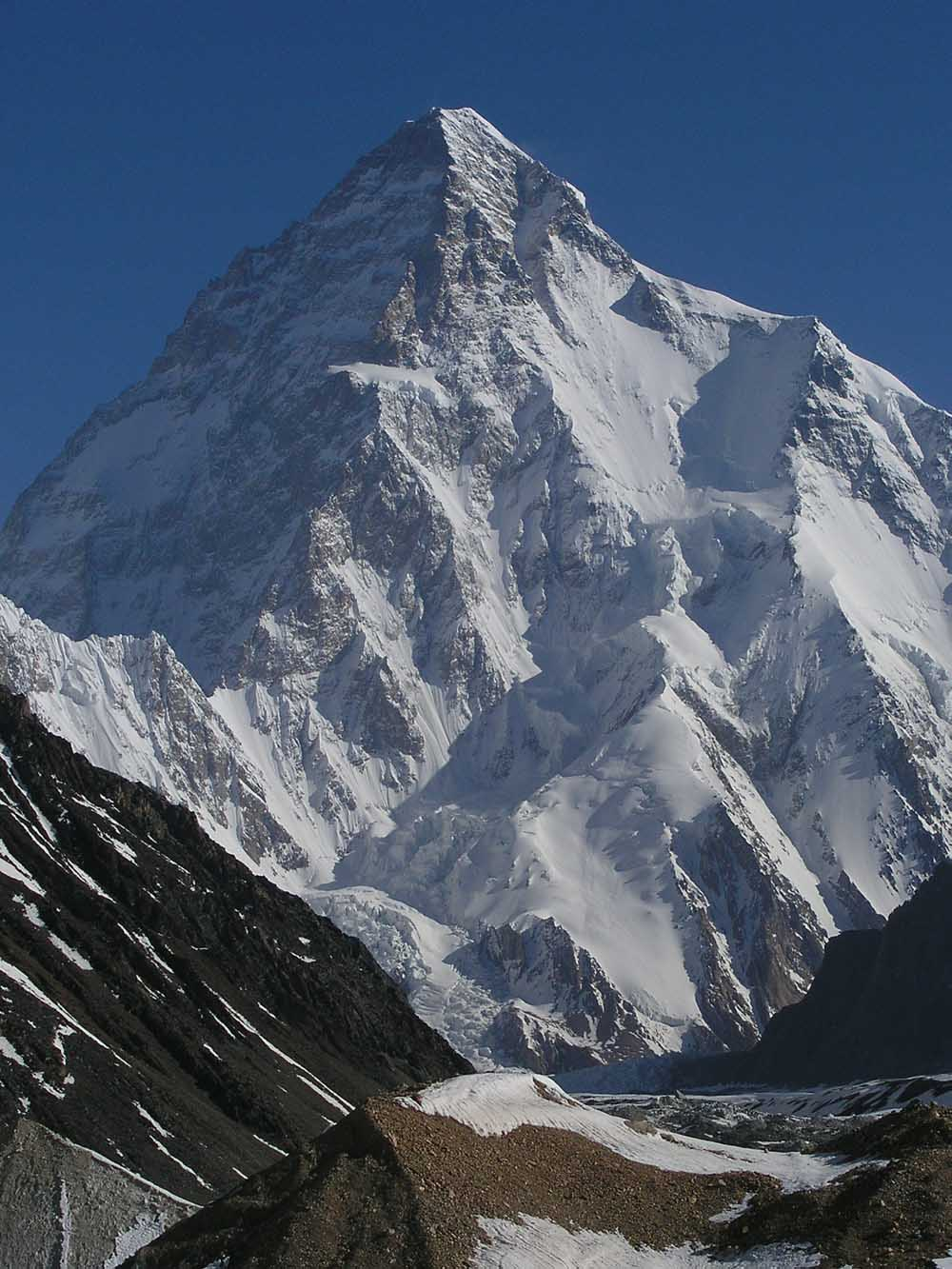
Le K2 en été

Le désastre du K2 a eu lieu le 1er août 2008, lorsque onze alpinistes de différentes expéditions internationales sont morts sur les pentes du K2, le deuxième sommet le plus élevé au monde. Trois autres alpinistes furent grièvement blessés. Il s'agit de la tentative d'ascension du K2 ayant entraîné le plus de morts, la saison 1986 ayant été la plus meurtrière (13 morts au total) mais à la suite d'accidents ayant eu lieu lors de différentes ascensions au cours de l'année. Le déroulement des événements reste toutefois assez flou, malgré l'analyse des photos et des communications radios entre les grimpeurs, principalement à cause des témoignages parfois contradictoires des survivants dont on ne doit pas ignorer qu'à l'altitude où ils se trouvaient, le manque d'oxygène a pu altérer leur lucidité.

## Objectif de l'expédition: le K2
Le K2 est le second sommet le plus élevé au monde, après l'Everest, avec une altitude de 8 611 m. Il fait partie du massif du Karakoram, situé à l'ouest de l'Himalaya, sur la frontière entre la Chine et le Pakistan. Son ascension est considérée comme bien plus difficile que celle de l'Everest par les alpinistes, et le K2 est la seconde montagne la plus dangereuse selon les statistiques.

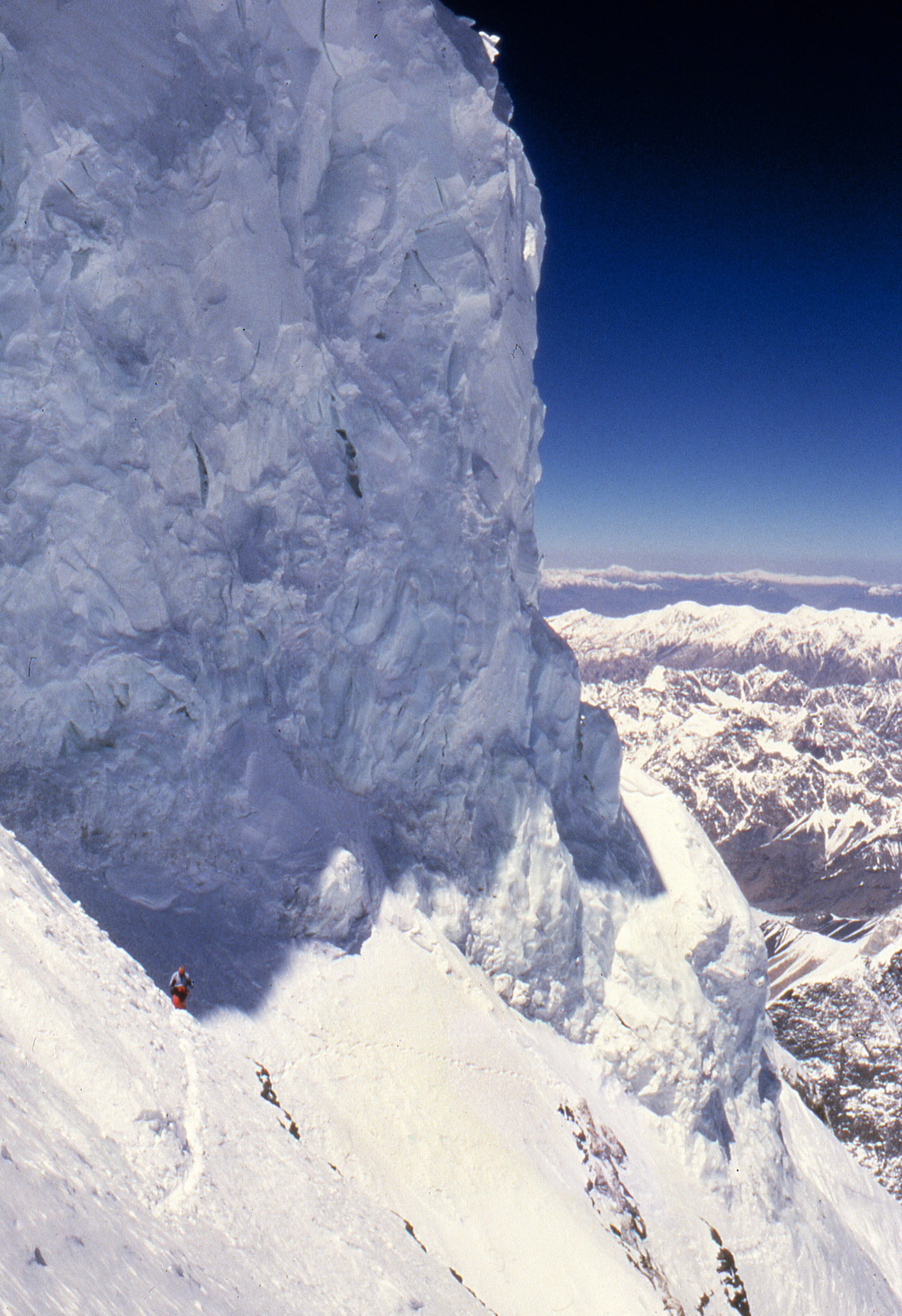
Le sérac surplombant le Bottleneck

L'accès au sommet est caractérisé par un passage appelé Bottleneck, un couloir surplombé par le sérac du glacier gisant sur le versant Est de la montagne. Le risque de chute de blocs de glace et d'avalanche y est très élevé, les grimpeurs doivent par conséquent gravir ce couloir puis contourner le sérac aussi rapidement que possible via une étroite corniche.
La saison idéale pour l'ascension se situe entre les mois de juin et août. En 2008 toutefois, les conditions météorologiques n'ont pas permis d'ascension en juin et juillet. Le 31 juillet, dix expéditions différentes étaient donc en attente de pouvoir gravir le sommet, certaines d'entre elles depuis deux mois. L'attente fut mise à profit pour l'acclimatation et l'acheminement du matériel vers les camps intermédiaires situés tout au long de l'ascension, le plus haut d'entre eux, le camp IV, se trouvant à 7 800 mètres d'altitude environ.

## Déroulement des événements
Le jeudi 31 juillet, plusieurs expéditions rejoignent le camp IV. Elles rassemblent des alpinistes de nationalités différentes, notamment des Néerlandais, des Serbes, des Américains, des Sud-Coréens, des Norvégiens et des Français, chaque expédition étant accompagnée de porteurs pakistanais ou de sherpas népalais. Les alpinistes décident de travailler ensemble et une première tentative d'ascension vers le sommet démarre tôt le matin du vendredi 1er août.

### Vendredi1eraoût

#### Erreurs et retards
Les porteurs des différentes expéditions commencent à préparer les cordes fixes nécessaires à la montée dans le Bottleneck aux alentours de minuit. Ils sont rejoints par l'alpiniste solo Alberto Zerain qui est parti directement du camp III. Le porteur le plus expérimenté, Shaheen Baig, est contraint de redescendre au camp IV souffrant du mal aigu des montagnes. Baig étant le seul porteur ayant déjà atteint le sommet du K2, son absence mène à une première erreur : les porteurs inexpérimentés placent les cordes fixes directement à partir du camp IV jusqu'au Bottleneck alors que cela n'est pas nécessaire. Les grimpeurs démarrent leur ascension vers 3 heures du matin et se retrouvent donc à court de cordes au milieu du Bottleneck. Ils doivent alors aller chercher les cordes en contrebas pour pouvoir continuer, ce qui leur fait prendre beaucoup de retard sur les horaires d'ascension prévus.
À ce stade, plusieurs grimpeurs décident d'abandonner : Eric Meyer et Fredrik Sträng à cause de la lenteur de l'expédition qu'ils considèrent comme dangereuse, Jelle Staleman qui souffre de gelures aux pieds et Nicholas Rice dont un des gants est mouillé, ce qui pourrait provoquer des gelures aux doigts.

#### Premiers accidents
Les autres grimpeurs finissent par franchir le Bottleneck vers 8 heures, parmi eux Dren Mandic qui, à cause d'un problème avec son équipement, se détache de la corde fixe pour laisser passer ses camarades. Mais une bousculade lui fait perdre l'équilibre et chuter 100 mètres plus bas, à la base du Bottleneck. Deux alpinistes serbes, Pedrag Zagorac et Iso Planic, redescendent avec leur porteur Mohammed Hussein pour lui porter secours et sont rejoints par Fredrik Sträng qui vient du camp IV. Malheureusement, Mandic a déjà succombé à ses blessures et décision est prise de descendre son corps au camp IV afin de lui donner une sépulture. Jehan Baig, un porteur pakistanais, rejoint Sträng et les deux Serbes, non sans montrer des symptômes inquiétants du mal aigu des montagnes : son comportement est incohérent et il titube. Il finit par basculer, glisse sur le versant Sud sans aucun geste pour essayer de freiner sa chute et disparaît à la vue des autres grimpeurs. Son corps ne sera jamais retrouvé,.
Les grimpeurs ayant continué atteindront tous le sommet à l'exception du Norvégien Rolf Bae, qui décide de stopper 100 mètres avant et d'attendre ses compatriotes pour redescendre. Alberto Zerain, l'alpiniste solo, atteint le sommet à 15 heures, les Sud-Coréens vers 17h30 et les autres au coucher du soleil, entre 19 et 20 heures. Zerain sera le seul à redescendre au camp IV sans encombre.

#### Première chute de sérac
Vers 20h30, la nuit tombe sur le K2 et il est plus que temps de redescendre. Les membres de l'expédition norvégienne, Lars Nessa, Rolf Bae et Cecilie Skog parviennent les premiers en haut du Bottleneck après Zerain. Bae est le premier à s'engager quand une chute de sérac, une avalanche de blocs de glace, survient et l'emporte, lui ainsi que les cordes fixes qui permettent la descente dans l'étroit couloir. Skog, sa femme depuis un mois, assiste impuissante à la disparition de son mari dont le corps ne sera pas retrouvé. Elle parvient à rejoindre le camp IV vers 23 heures en compagnie de Lars Nessa grâce à des cordes de secours qu'ils avaient sur eux.
Le Bottleneck étant maintenant dépourvu des cordes fixes posées initialement et encombré par de gros blocs de glace, les grimpeurs restés au-dessus cèdent à la panique et partent dans différentes directions. Certains tentent de descendre dans la nuit, d'autres décident de bivouaquer tandis que certains sont obligés de s'arrêter, épuisés.

#### Descente nocturne
Pemba Gyalje, un des sherpas, parvient à descendre en trouvant la corde des Norvégiens et atteint le camp IV vers 1h30. Il est suivi un peu plus tard par deux autres sherpas, Dorje Chhiring et Pasang Lama qui sont parvenus à dés-escalader le Bottleneck sans corde et avec un seul piolet pour deux comme cela fut rapporté par Ed Viesturs dans son livre K2: Life and death on the world's most dangerous mountain.
Le Français Hugues D'Aubarède, le Néerlandais Cas Van de Gevel et les Sud-Coréens Kim Jae-Soo et Go Mi-young tentent également de descendre. Van de Gevel rejoint D'Aubarède en haut du Bottleneck et ce dernier laisse passer le Néerlandais en disant qu'il est épuisé. Peu de temps après, Van de Gevel est témoin de la chute du Français dont le corps ne sera pas non plus retrouvé. Van de Gevel et les deux Sud-Coréens parviendront finalement à trouver la corde de secours des Norvégiens avant de rejoindre le camp IV tard dans la nuit.
Plus haut, au-dessus du sérac, l'Irlandais Gerard McDonnell, le Néerlandais Wilco Van Rooijen et l'Italien Marco Confortola se sont arrêtés pour bivouaquer, après avoir cherché sans succès les cordes fixes. Il reste également trois Sud-Coréens et leur sherpa Jumic Bhote ainsi que le porteur pakistanais Karim Meherban dont on ne connaît pas la position.

### Samedi 2 août
Les secours s'organisent avant le lever du jour dans le camp de base et le camp IV, les sherpas Tsering Bhote et Pasang Bhote sont envoyés pour secourir les Sud-Coréens et leur cousin Jumic Bhote qui étaient en difficulté lorsque Pemba Gyalje les a laissés plusieurs heures plus tôt. Ils auraient aidé Go Mi-Young à retrouver le chemin vers le camp IV en route.

#### Deuxième chute de sérac
Au lever du jour, Wilco Van Rooijen abandonne la recherche des cordes fixes et tente de descendre rapidement car il est atteint de photokeratite. Sur son chemin, il découvre deux des trois grimpeurs sud-coréens et Jumic Bhote, suspendus et emmêlés dans des cordes, visiblement blessés, incapables d'expliquer comment ils se sont retrouvés dans cette situation. Ils pourraient avoir été victimes d'une nouvelle chute de blocs de glace ou bien l'un d'eux a pu chuter et entraîner les autres avec lui. Ses yeux le faisant souffrir, Van Rooijen continue seul sa descente après avoir donné ses gants à Jumic Bhote, qui l'informe qu'une équipe de secours est en chemin.
McDonnell et Confortola atteignent ces mêmes Sud-Coréens et leur sherpa plus tard dans la matinée. Ils resteront avec eux pendant plusieurs heures pour tenter de les libérer des cordes. Confortola finira par redescendre, complètement exténué. Il déclarera plus tard que McDonnell l'avait suivi puis serait remonté vers les Coréens, selon lui à cause d'hallucinations dues au manque d'oxygène. Van Rooijen quant à lui, pense que McDonnell a tenté d'aller vers le point d'ancrage le plus élevé où les cordes qui retenaient les Coréens prisonniers étaient fixées.

#### Troisième chute de sérac et avalanche
Confortola affirmera qu'après avoir quitté McDonnell, Jumic Bhote et les Sud-Coréens, une nouvelle chute de sérac a eu lieu, entraînant une avalanche qui est passée à quelques mètres seulement de lui. Il croit alors apercevoir McDonnell pris dans l'avalanche.
Sur une photo prise par Pemba Gyalje vers 10 heures le samedi matin, se trouve une personne complétement au-dessus du sérac. Il pourrait s'agir de Karim Meherban, le porteur pakistanais, ou du troisième alpiniste sud-coréen. On distingue également une personne (certainement McDonnell), présente aux côtés des Sud-Coréens et de leur sherpa, toujours prisonniers en haut de la corniche longeant le sérac. Confortola s'est donc trompé en affirmant avoir vu l'Irlandais pris dans l'avalanche, puisqu'au moment où la photo a été prise, il était déjà en contrebas du Bottleneck.
Tsering et Pasang Bhote arrivent à la rencontre de Confortola aux alentours de midi, l'Italien étant à bout de force mais sauf. Ils contactent alors le camp IV par radio pour qu'une équipe vienne l'aider, ce que Pemba Gyalje et Cas Van de Gevel se chargent de faire. Un peu plus tard, Pasang Bhote informe Pemba Gyalje par radio qu'il a rejoint les sud-coréens et leur sherpa, juste en haut du Bottleneck. McDonnell a donc réussi après de longues heures à les libérer des cordes. Qui plus est, Pasang Bhote affirme toujours par radio qu'un quatrième grimpeur les accompagne mais est un peu distancé, vêtu d'une combinaison rouge et noire, comme celle de McDonnell. Ce qui confirme que Confortola, en proie à la fatigue et au manque d'oxygène, ait eu une hallucination et qu'il n'y ait eu aucun corps dans l'avalanche dont il a été le témoin.

#### Zones d'ombre
Ce qu'il est advenu de Karim Meherban et du troisième alpiniste sud-coréen demeure inconnu. Van Rooijen affirme dans son livre, en s'appuyant sur la photo de Pemba Gyalje,, que Meherban a certainement bivouaqué plus haut que Confortola, McDonnell et Van Rooijen. Sur une photo prise en fin d'après-midi, on peut voir que le grimpeur a disparu et qu'une trace est présente sur le dessus du sérac. Il est probable que Meherban se soit perdu avant de mourir d'épuisement ou d'être emporté par une avalanche sur le sérac. Il pourrait même être à l'origine d'une des chutes de sérac s'étant produites dans la journée du 2 août. Enfin, même si c'est très peu probable, le corps qu'aurait aperçu Confortola dans l'avalanche pourrait être celui de Meherban.
La version de Van Rooijen est désapprouvée par Graham Bowley, auteur du livre No Way Down, qui estime que les photos ne sont pas assez nettes pour que l'on puisse y distinguer les grimpeurs de vulgaires rochers. Toujours selon lui, la seule version plausible est celle du seul témoin oculaire ayant survécu : Marco Confortola. Ainsi, McDonnell aurait bien été pris dans l'avalanche et le quatrième grimpeur vu par Pasang Bhote serait alors Meherban, qui était vêtu d'une combinaison entièrement rouge.
Le nombre de scénarios possibles, tout comme le manque de pertinence des témoignages, compte tenu de la fatigue et du manque d'oxygène font qu'il est impossible de déterminer le déroulement exact des faits dans la journée du 2 août.

#### Quatrième chute de sérac
Peu de temps après que Pasang Bhote eut annoncé sa rencontre avec les Sud-Coréens et Jumic Bhote, une nouvelle chute de sérac survient. Elle emporte les quatre hommes dont les corps inanimés seront retrouvés par Pemba Gyalje. Tsering Bhote, resté en bas du Bottleneck, n'est pas touché par l'avalanche et survit. McDonnell a pu également être emporté, toutefois, son corps n'a pas été retrouvé. Il y aura eu 11 morts au total au cours de cette expédition.

#### Descente de Van Rooijen
Pendant ce temps, Van Rooijen, toujours en proie à des problèmes de vue, n'a pas pu trouver la corde des Norvégiens. Il est descendu sur le versant Sud, sur une nouvelle voie et sans corde. De ce fait, il a contourné le camp IV et se voit contraint de passer une seconde nuit dehors. Il parvient à contacter sa femme avec son téléphone satellitaire, qui prévient le camp de base. Pemba Gyalje et Cas Van de Gevel, après avoir ramené Confortola au camp IV, tentent de retrouver Van Rooijen en partant dès le lever du jour le dimanche vers le camp III.

### Dimanche 3 août et jours suivants

#### Évacuation
Le dimanche vers 10 heures, Gyalje et Van de Gevel retrouvent finalement Van Rooijen grâce aux positions GPS relevées lors de ses appels avec son téléphone satellitaire et le font descendre jusqu'au camp de base qu'ils atteignent vers 22 heures. Le lendemain, lundi 4 août, il est évacué par hélicoptère vers Skardu, en raison des gelures dont il est victime aux pieds notamment. Il est accompagné de Van de Gevel. Confortola sera évacué par hélicoptère le mardi 5 août, pour les mêmes raisons.

## Liste des victimes
| Nom                                                                  | Nationalité  | Lieu du décès           | Cause du décès                           |
| -------------------------------------------------------------------- | ------------ | ----------------------- | ---------------------------------------- |
| Dren Mandić                                                          | Serbie       | Sous le Bottleneck      | Chute durant l'ascension                 |
| Jehan Baig                                                           | Pakistan     | Sous le Bottleneck      | Chute en tentant de secourir Dren Mandic |
| Rolf Bae                                                             | Norvège      | Bottleneck              | Emporté par une chute de sérac           |
| Hugues d’Aubarède                                                    | France       | Au-dessus du Bottleneck | Chute durant la descente                 |
| Karim Meherban                                                       | Pakistan     | Au-dessus du Bottleneck | Inconnue (Chute de sérac ?)              |
| Gerard McDonnell†                                                    | Irlande      | Au-dessus du Bottleneck | Chute de sérac                           |
| Kyeong-Hyo Park                                                      | Corée du Sud | Au-dessus du Bottleneck | Chute de sérac                           |
| Hyo-Gyeong Kim                                                       | Corée du Sud | Au-dessus du Bottleneck | Chute de sérac                           |
| Dong-Jin Hwang                                                       | Corée du Sud | Au-dessus du Bottleneck | Chute de sérac                           |
| Jumik Bhote                                                          | Népal        | Au-dessus du Bottleneck | Chute de sérac                           |
| Pasang Bhote                                                         | Népal        | Au-dessus du Bottleneck | Chute de sérac                           |
| †McDonnell est le premier Irlandais à avoir atteint le sommet du K2. |              |                         |                                          |